# Trey Lewis
Joseph "Trey" Lewis III (Garfield Heights, Ohio, 18 de octubre de 1992) es un jugador de baloncesto estadounidense que actualmente juega en el KK Mornar Bar de la Erste Liga. Con 1,88 metros de estatura, juega en la posición de base.

## Trayectoria deportiva
Jugó durante cuatro temporadas con los Louisville Cardinals, realizando una media de 11,3 puntos por partido y tras no ser elegido en el Draft de la NBA de 2016, en el mes de julio firmó su primer contrato profesional por una temporada con el Medi bayreuth.
El 26 de julio de 2021, firma por el KK Mornar Bar de la Erste Liga.